# الصحافة الجهوية في تونس
عرفت الجمهورية التونسية ميلاد الصحافة الجهوية منذ مطلع القرن العشرين.
الصحافة الجمهورية هي : الصحف، والمجلات التي تصدر خارج العاصمة.. أي من المدن الداخلية، وتسمى الصحافة الجهوية في المشرق (بصحف الاقاليم).
ومن أهم المجلات، والصحف الجهوية التي صدرت بتونس في بداية القرن العشرين.. نذكر جريدة الرشدية بصفاقس، ومجلة مكارم الاخلاق، والعصر الجديد لمحمود المهيري، وتونس الجديدة باللغة الفرنسية، ولاديباش صفاكسيان.. وكلها صحف صدرت بصفاقس، وجريدة القيروان.. وهذه الصحف والمجلات لم تعمر طويلا مثلما يقول الراحل محمد الشعبوني في كتابه تاريخ الصحافة بصفاقس وكما اكد ذلك الدكتور محمد حمدان الاستاذ بمعهد الصحافة في كتابه اعلام الاعلام.
وعرفت فترة الستينات.. ميلاد العديد من المجلات الجهوية.. وقد ذكر الكاتب والصحفي محمود حرشاني في كتابه (مجلات افلت) ان فترة الستينات شهدت ميلاد مجلات كثيرة في تونس من أشهرها : مجلات مرآة الساحل.. التي صدرت بسوسه واستمر صدورها لمدة أربع سنوات.. ومن اعلامها نذكر عبد الحفيظ بوراوي، والطاهر الصانع.. ومن كتابها محمد الهاشمي زين العابدين، وعبد الحفيظ بوراوي، ومحسن بن حميدة، ومحمد الهادي العامري.
كما صدرت بقفصة مجلة تعاضد وثقافة.. وبصفاقس صدرت مجلة القلم ومجلة القلعة التي كانت تصدر منمدينة القلعة الكبرى.. الا ان كل هذه المجلات كانت تصدر عن جهات رسمية ومؤسسات حكومية... والجريدة الوحيدة التي اصدرها فرد وكانت بحق ميلاد صحافة جهوية جادة في تونس فهي جريدة القنال ببنزرت التي اصدرها صالح الدريدي سنة 1967.. ومجلة اصداء الوطن القبلي.
ولا يمكن الحديث عن صحافة جهوية في تونس الا بعد مرحلة السبعينات وبداية الثمانينات.. عندما أقدم عدد من الاعلاميين على بعث صحف ومجلات جهوية جادة تحترم مواصفات العمل الصحفي.. فاصدر على البقلوطي في صفاقس مجلة لاغزات دي سيد باللغة الفرنسية سنة 1975 واصدر الأخضر صويد في قفصة مجلة شمس في نفس السنة تقريبا وفي سنة 1981 التحق اخرون فاصدر محمود حرشاني جريدة مرآة الوسط بعدان كان اصدر عددا واحدا من مجلة بعنوان الوعي سنة 1976 ولكن لم يكتب لها الاستمرار واصدر لطفي الجريري جريدة الجزيرة في جربة في نفس السنة.
كما اصدر على البقلوطي جريدة شمس الجنوب باللغة العربية في صفاقس.. ومحمد كسودة جريدة صوت الوسط باللغة الفرنسية في سوسه والهادي الفرحي جريدة الانطلاقة في القصرين.. وجعفر الاكحل مجلة السواحل في المنستير.. وكل هذه العناوين توفرت فيها مقومات العمل الصحفي واصدرها خواص.. يقول محمود حرشاني مؤسس جريدة مرآة الوسط التي تحولت سنة 1990 آلة مجلة شهرية واستمرت تصدر إلى سنة 2013.. كما اصدر الهاشمي شبيل مجلة الحنايا انطلاقا من مدينة زغوان كما اصدر عبد القادر الهاني مجلة الإتحاف انطلاقا من مدينة سليانة وهما مجلتان ثقافيتان بالاساس شانهما شان مجلة المشعل التي صدرت بتطاوين ان أكبر واعز حرك باعي هذه الصحفالجهوية هو حب ممارسة العمل الصحفي واعتبار الجهة مصدرا مهما لانعاش الصحافة لان الاعلام الجهوي كان قبل ميلاد هذه الصحف لا يتعدى صفحة في جريدة يومية تتواجد فيها مراسلات من الولايات يكتبها هواة ومتطوعون غالبا ما تركز اما على الاخبار الرسمية أو على النقائص وفي كلا الحالتين لا يمكن اعتبار ذلك عملا صحفيا.
وبالإضافة إلى العناوين التي سبق ذكرها فقد تحدث محمود حرشاني في كتابه مجلات افلت عن مجلات عديدة صدرت بعدة مدن تونسية كان يغلب عليها الطابع الأدبي أو الفكري مثل مجلات صدى الصحراء في نفزاوة واصداء الجنوب الغربي في قفصة والشعنبي في القصرين ومرآة الريف في سيدي بوزيد ورائد الشعبة في صفاقس.وقد تحدث الدكتور محمد حمدان في كتابه اعلام الاعلام عن رواد الصحافة الجهوية في تونس والصحف والمجلات التي اصدروها كما اشار إلى أن الصحافة الجهوية دخلت إلى تونس مع المستعمرين الفرنسيين الذين انشاوا صحفا بالمناطق الداخلية مثل توزر والمتلوي وصفاقس وسوسه وبنزرت وقفصة ورغم هذا الازدهار فان الصحافة الجهوية في تونس اليوم قد اندثرت ولم تعد موجودة الا مجلة شمس الجنوب بصفاقس اما بقية العناوين فقد اعترتها صعوبات كثيرة اعاقتها على الاستمرار في الصدور في ظل غياب تام لدعم الدولة لهذه الصحف والمجلات فعجز أصحابها على مواجهة تكاليف الطباعة والنشر وقرروا الانسحاب في صمت وتحويل مجلاتهم إلى صحف ومجلات إلكترونية لان النشر الإلكتروني اقل كلفة.